# The Cinematic Orchestra
The Cinematic Orchestra — британская группа, играющая смесь электроники и джаза. Создана в 1999 году Джейсоном Свинскоу (англ. Jason Swinscoe). Группа записывается на независимом британском лейбле Ninja Tune.

## История
Свинскоу собрал группу «Crabladder» в 1990 году, когда учился изящным искусствам в Кардиффской школе искусств и дизайна (англ.), и выпустил один официальный сингл на своём собственном лейбле «Power Tools». В 1994 году Свинскоу занял место DJ на радио Heart FM, пиратской радиостанции в южном Лондоне (англ.).
Дебютный альбом «Motion» был выпущен в 1999 году. Благодаря положительным отзывам критиков группу пригласили выступить на церемонии вручения премий Гильдией режиссёров Великобритании (англ.) на вручении награды за вклад в искусство кинорежиссёру Стенли Кубрику.

## Состав
- Джейсон Свинскоу (Jason Swinscoe) — музыка
- Фил Франс (Phil France) — контрабас
- Люк Флауэрс (Luke Flowers) — ударные
- Ник Рам (Nick Ramm) — клавишные
- Том Шант (Tom Chant) — саксофон
- Стюарт Маккаллум (Stuart McCallum) — гитара
- Патрик Карпентер (Patrick Carpenter) — вертушки

## Дискография

### Полноформатные альбомы
- Motion (1999)
- Remixes 98–2000 (2000)
- Every Day (2002)
- Ma Fleur (2007)
- Les Ailes Pourpres (2009)
- In Motion #1 (2012)[2]
- To Believe (2019)

### Концертные альбомы
- Ma Fleur (Live At The Barbican) (06.05.2007)
- Live At The Big Chill (03.08.2007)
- Live At The Roundhouse (2CD+Bonus, 10.10.2008)
- Live at the Royal Albert Hall (2008)

### Саундтреки
- Man with a Movie Camera (2003)
- The Crimson Wing: Mystery of the Flamingos (2008)
- Manhatta (2011)
- Entr'acte (2011)
- To Build A Home (2012)

### Синглы
- Diabolus (1999)
- Channel 1 Suite/Ode to the Big Sea (1999)
- All That You Give (с участием Фонтеллы Басс) (2002)
- Horizon (с участием Niara Scarlett) (2002)
- Man with the Movie Camera (2002)
- Breathe (2007)
- To Build a Home (2007)
- Entr'acte (2011)
- Manhatta (2011)
- Arrival of the Birds (2012)
- To Believe (с участием Moses Sumney) (2016)